# Willa Paula Ueckera w Poznaniu
Willa Paula Ueckera – willa miejska w Poznaniu, zlokalizowana przy ul. Berwińskiego 5 na Łazarzu. Sąsiaduje z Parkiem Wilsona oraz skwerem Ferdynanda Focha i jest siedzibą Radia Poznań. W czasie okupacji zamieszkiwał tu Arthur Greiser.

## Charakterystyka
Obiekt pochodzi z początków XX wieku, a jego autorstwo przypisywane jest Paulowi Gangemu. Zdradza cechy klasycyzujące i jest rzadkim w tym rejonie miasta obiektem typu willowego (podobnie jak willa Paula Steinbacha) – na Łazarzu dominowały bardzo okazałe kamienice, jak choćby sąsiadujący zespół Johow-Gelände.
Willa ma bardzo rozbudowaną bryłę, z przybudówkami i tarasami. Wejście do pomieszczeń odbywało się z centralnego holu. Obiekt otacza ogród.
W pobliżu stoi zabytkowa Szkoła Podstawowa nr 26 oraz rozciągają się tereny Johow-Gelände.